# Parafia Zwiastowania Pańskiego w Rąbieniu
Parafia Zwiastowania Pańskiego w Rąbieniu – parafia należąca do dekanatu aleksandrowskiego, którego siedzibą jest parafia Świętych Archaniołów Rafała i Michała w Aleksandrowie Łódzkim. Liczy około 3000 wiernych. Spośród wszystkich parafii dekanatu aleksandrowskiego ma najmniejszy odsetek osób wierzących uczęszczających na mszę świętą.

## Proboszczowie
- ksiądz kan. Andrzej Mikołajczyk – pierwszy proboszcz (1989–2010) i budowniczy świątyni. Angażował się bardzo w integrację lokalnej społeczności. Zmarł nagle w 2010 roku.
- ksiądz Andrzej Pełka (2010–2015)
- ksiądz Jarosław Jurga – mianowany 20 czerwca 2015 roku.

## Historia budowy kościoła
Budowę rozpoczęto w kwietniu 1990 r. Kościół wraz z plebanią (stanowi jedną bryłę architektoniczną) został zaprojektowany przez arch. Mirosława Rybaka oraz arch. Marka Grimina. Projekt techniczny kościoła i plebanii oraz nadzór budowlany (konstrukcyjny) inż. Romuald Chomiczewski. 9 IX 1995 r. kościół wraz z plebanią poświęcony przez abpa Władysława Ziółka. Wykonana elewacja zewnętrzna (tynki i malowanie). Świątynia konsekrowana 7 IX 1997 r. przez abpa Władysława Ziółka.

## Formy duszpasterstwa
- Żywa Róża
- Ministranci
- Ruch Światło-Życie: Domowy Kościół